# 李譔 (唐朝)
李（7世纪？—688年），唐朝宗室，唐高祖的孙子，韩王李元嘉的第四子，封黄国公。
李譔工辞章，孟利贞说他的文章：“刘邻之、周思茂不过也。”出为通州刺史，辞病而回。688年，黄国公李譔伪造唐睿宗李旦给琅琊王李冲下的诏书，称皇帝已经被武太后软禁，要宗室一起来勤王。李贞、李沖起兵失败。李譔和父亲一起被賜死。当时籍没甚多，只有李冲、李譔家书籍为多，皆文句详正，秘府所不及。
武则天制削李元嘉、李譔、李元轨、李贞、李冲等皇室属籍，改姓虺氏。神龙革命後，復辟的唐中宗恢复了李譔的李姓和族籍。

## 传記資料
- 《旧唐書》韩王元嘉传
- 《新唐書》韩王元嘉传